# Глазгоу (Мисури)
Глазгоу (енгл. Glasgow) град је у америчкој савезној држави Мисури.

## Демографија
По попису из 2010. године број становника је 1.103, што је 160 (-12,7%) становника мање него 2000. године.
| Група             | 2000.         | 2010.       |
| Белци             | 1.133 (89,7%) | 978 (88,7%) |
| Афроамериканци    | 107 (8,5%)    | 87 (7,9%)   |
| Азијати           | 1 (0,1%)      | 3 (0,3%)    |
| Хиспаноамериканци | 10 (0,8%)     | 16 (1,5%)   |
| Укупно            | 1.263         | 1.103       |